# Lijst van stafchefs van Brazilië
De stafchef in Brazilië is het hoofd van het kabinet van de president en diens belangrijkste adviseur. De functie werd opgericht in 1938. Hij maakt deel uit van de regering van Brazilië en staat hoger in rang dan een minister. Hij is verantwoordelijk voor de coördinatie van alle procedures die te maken hebben met het presidentschap en voor de relaties met het Nationaal Congres en met de deelstatelijke regeringen. De stafchef beschikt over een budget van ongeveer 2,4 miljard euro. Om die redenen wordt hij ook de tweede machtigste persoon in Brazilië genoemd, na de president. De huidige stafchef is Rui Costa. Ook voormalig president Dilma Rousseff was stafchef, onder haar voorganger Lula da Silva.

## Lijst van stafchefs
|  | Democratas (DEM)                               |  | Movimento Democrático Brasileiro (MDB/PMDB) |
|  | Partido da Frente Liberal (PFL)                |  | Partido da Reconstrução Nacional (PRN)      |
|  | Partido da Social Democracia Brasileira (PSDB) |  | Partido Social Liberal (PSL)                |
|  | Partido dos Trabalhadores (PT)                 |  | Onafhankelijken (-)                         |
|  | Partido Liberal (PL)                           |  |                                             |

| Nr. | Stafchef | Stafchef                                    | Ambtstermijn      | Ambtstermijn      | Partij        | Partij | President                 | President |
| --- | -------- | ------------------------------------------- | ----------------- | ----------------- | ------------- | ------ | ------------------------- | --------- |
| 29  |          | José Hugo Castelo Branco (1926-1988)        | 15 maart 1985     | 14 februari 1986  |               |        | José Sarney               |           |
| 30  |          | Marco Maciel (1940)                         | 14 februari 1986  | 30 april 1987     | PFL           |        | José Sarney               |           |
| 31  |          | Ronaldo Costa Couto (1942)                  | 30 april 1987     | 15 december 1989  |               |        | José Sarney               |           |
| 32  |          | Luís Roberto Andrade Ponte (1934)           | 21 december 1989  | 15 maart 1990     |               |        | José Sarney               |           |
| 33  |          | Marcos Antônio de Salvo Coimbra (1927-2013) | 15 maart 1990     | 2 oktober 1992    |               |        | Fernando Collor           |           |
| 34  |          | Henrique Hargreaves (1936)                  | 5 oktober 1992    | 1 november 1993   |               |        | Itamar Franco             |           |
| 35  |          | Tarcísio Carlos de Almeida Cunha (1929)     | 1 november 1993   | 8 februari 1994   |               |        | Itamar Franco             |           |
| 36  |          | Henrique Hargreaves (1936)                  | 8 februari 1994   | 1 januari 1995    |               |        | Itamar Franco             |           |
| 37  |          | Clóvis Carvalho (1938)                      | 1 januari 1995    | 1 januari 1999    | PSDB          |        | Fernando Henrique Cardoso |           |
| 38  |          | Pedro Parente (1953)                        | 1 januari 1999    | 1 januari 2003    | Onafhankelijk |        | Fernando Henrique Cardoso |           |
| 39  |          | José Dirceu (1946)                          | 1 januari 2003    | 21 juni 2005      | PT            |        | Luiz Inácio Lula da Silva |           |
| 40  |          | Dilma Rousseff (1947)                       | 21 juni 2005      | 31 maart 2010     | PT            |        | Luiz Inácio Lula da Silva |           |
| 41  |          | Erenice Guerra (1959)                       | 1 april 2010      | 16 september 2010 | PT            |        | Luiz Inácio Lula da Silva |           |
| 42  |          | Carlos Esteves Lima (1959)                  | 16 september 2010 | 1 januari 2011    | Onafhankelijk |        | Luiz Inácio Lula da Silva |           |
| 43  |          | Antonio Palocci (1960)                      | 1 januari 2011    | 8 juni 2011       | PT            |        | Dilma Rousseff            |           |
| 44  |          | Gleisi Hoffmann (1965)                      | 8 juni 2011       | 2 februari 2014   | PT            |        | Dilma Rousseff            |           |
| 45  |          | Aloízio Mercadante (1954)                   | 3 februari 2014   | 2 oktober 2015    | PT            |        | Dilma Rousseff            |           |
| 46  |          | Jaques Wagner (1951)                        | 2 oktober 2015    | 16 maart 2016     | PT            |        | Dilma Rousseff            |           |
| -   |          | Luiz Inácio Lula da Silva (1945)            | 17 maart 2016     | 18 maart 2016     | PT            |        | Dilma Rousseff            |           |
| 47  |          | Eva Chiavon (1960)                          | 22 maart 2016     | 12 mei 2016       | PT            |        | Dilma Rousseff            |           |
| 48  |          | Eliseu Padilha (1945)                       | 12 mei 2016       | 1 januari 2019    | MDB/PMDB      |        | Michel Temer              |           |
| 49  |          | Onyx Lorenzoni (1954)                       | 1 januari 2019    | 18 februari 2020  | DEM           |        | Jair Bolsonaro            |           |
| 50  |          | Walter Braga Netto (1957)                   | 18 februari 2020  | 29 maart 2021     | Onafhankelijk |        | Jair Bolsonaro            |           |
| 51  |          | Luiz Eduardo Ramos (1956)                   | 29 maart 2021     | 28 juli 2021      | Onafhankelijk |        | Jair Bolsonaro            |           |
| 52  |          | Ciro Nogueira (1968)                        | 4 augustus 2021   | 30 december 2022  | PP            |        | Jair Bolsonaro            |           |
| -   |          | Jônathas Assunção (1983)                    | 30 december 2022  | 1 januari 2023    | Onafhankelijk |        | Jair Bolsonaro            |           |
| 53  |          | Rui Costa (1963)                            | 1 januari 2023    | huidig            | PT            |        | Luiz Inácio Lula da Silva |           |